# بازیگر (فیلم ۱۹۲۸)
بازیگر (انگلیسی: The Actress) فیلمی در ژانر درام به کارگردانی سیدنی فرانکلین است که در سال ۱۹۲۸ منتشر شد. از بازیگران آن می‌توان به نورما شیرر، اوون مور، لی مورن و ویرجینیا پیرسون اشاره کرد.